# Deer Lake, Pennsylvania
Deer Lake är en ort i Fayette County i delstaten Pennsylvania, USA.